# Кубок Лихтенштейна по футболу 2001/2002
Кубок Лихтенштейна по футболу 2001/02 (нем. Liechtensteiner Cup 2001/02) — 57-й сезон ежегодного футбольного соревнования в Лихтенштейне. Победитель кубка квалифицируется в квалификационный раунд Кубок УЕФА 2002/03. Обладателем кубка в 31-й раз в своей истории стал Вадуц.

## Первый раунд
Матчи состоялись 16 и  17 октября 2001 года.
| Хозяева        | Счёт | Гости       |
| -------------- | ---- | ----------- |
| Эшен-Маурен II | 0:8  | Шан         |
| Вадуц II       | 4:0  | Руггелль    |
| Тризен III     | 1:2  | Тризенберг  |
| Тризенберг II  | 0:6  | Бальцерс    |
| Тризен II      | 0:7  | Руггелль    |
| Шан III        | 4:2  | Руггелль II |
| Бальцерс II    | 2:1  | Тризен      |

## 1/4 финала
Матчи состоялись 6 и 7 ноября 2001 года.
| Хозяева     | Счёт | Гости       |
| ----------- | ---- | ----------- |
| Вадуц II    | 2:3  | Тризенберг  |
| Шан         | 0:1  | Бальцерс    |
| Бальцерс II | 1:2  | Эшен-Маурен |
| Шан III     | 2:14 | Вадуц       |

## 1/2 финала
Матчи состоялись 25 апреля и 1 мая 2002 года.
| Хозяева     | Счёт | Гости    |
| ----------- | ---- | -------- |
| Эшен-Маурен | 3:0  | Бальцерс |
| Тризенберг  | 0:2  | Вадуц    |

## Финал
Финал состоялся 12 мая 2002 года на стадионе Райнпарк в Вадуце.
| Хозяева | Счёт | Гости       |
| ------- | ---- | ----------- |
| Вадуц   | 6:1  | Эшен-Маурен |